# African-American Film Critics Association Awards 2007

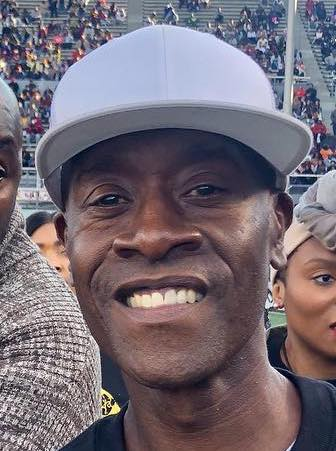
Don Cheadle, vítěz v kategorii nejlepší mužský herecký výkon v hlavní roli

5. ročník udílení  African-American Film Critics Association Awards se konal dne 17. prosince 2007.

## Vítězové

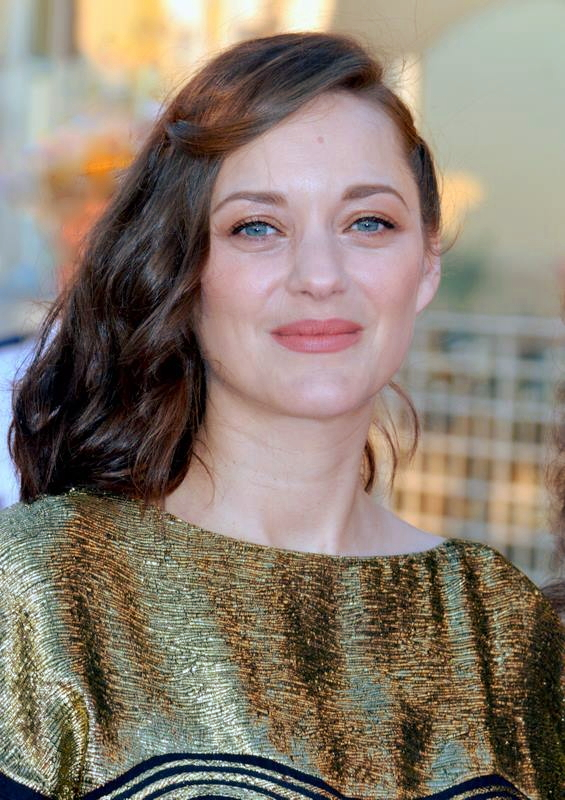
Marion Cotillard, vítězka v kategorii nejlepší ženský herecký výkon v hlavní roli

### Žebříček nejlepších deseti filmů
1. Síla slova
2. Americký gangster
3. Z vězení do éteru
4. Gone, Baby, Gone
5. Tahle země není pro starý
6. Michael Clayton
7. Juno
8. Sweeney Todd: Ďábelský holič z Fleet Street
9. Spálené vzpomínky
10. Až na krev

### Další kategorie
- Nejlepší herec: Don Cheadle – Z vězení do éteru
- Nejlepší herečka: Marion Cotillard – Edith Piaf
- Nejlepší režisér: Kasi Lemmons – Z vězení do éteru
- Nejlepší film: Síla slova
- Nejlepší herec ve vedlejší roli: Chiwetel Ejiofor – Z vězení do éteru
- Nejlepší herečka ve vedlejší roli: Ruby Dee – Americký gangster